# Museumsinsel (métro de Berlin)
Museumsinsel est une station de la ligne 5 du métro de Berlin, en Allemagne. Elle est située à l'extrémité orientale d'Unter den Linden, entre l'Arsenal et le château de Berlin, en partie sous l'avenue Unter den Linden et la Spree, à une profondeur de 16 mètres au-dessous du niveau de la chaussée, dans le quartier de Mitte, à Berlin.

## Situation sur le réseau

Plan du métro.

Museuminsel est située entre la station Unter den Linden à l'ouest, en direction du terminus Hauptbahnhof, et la station Rotes Rathaus à l'est, en direction du terminus Hönow.
Elle dispose d'un quai central encadré par les deux voies de la ligne.

## Histoire
Les travaux de raccordement de la ligne 5 commencent en 2012. Contrairement aux autres stations, Museumsinsel est réalisée après le passage du tunnelier grâce aux techniques de congélation du sol. Alors que le tronçon de la ligne entre Brandenburger Tor et Rotes Rathaus est mis en service en décembre 2020, la station Museumsinsel est ouverte au public le 9 juillet 2021. Elle doit son nom à l'île aux Musées, site établi entre deux bras de la Spree, qui abrite plusieurs musées de la ville.

## Services aux voyageurs

### Accès et accueil
La station possède trois accès équipés d'escaliers mécaniques et d'ascenseurs.

### Desserte
Museumsinsel est desservie par les rames circulant sur la ligne 5 du métro.

Installations et desserte
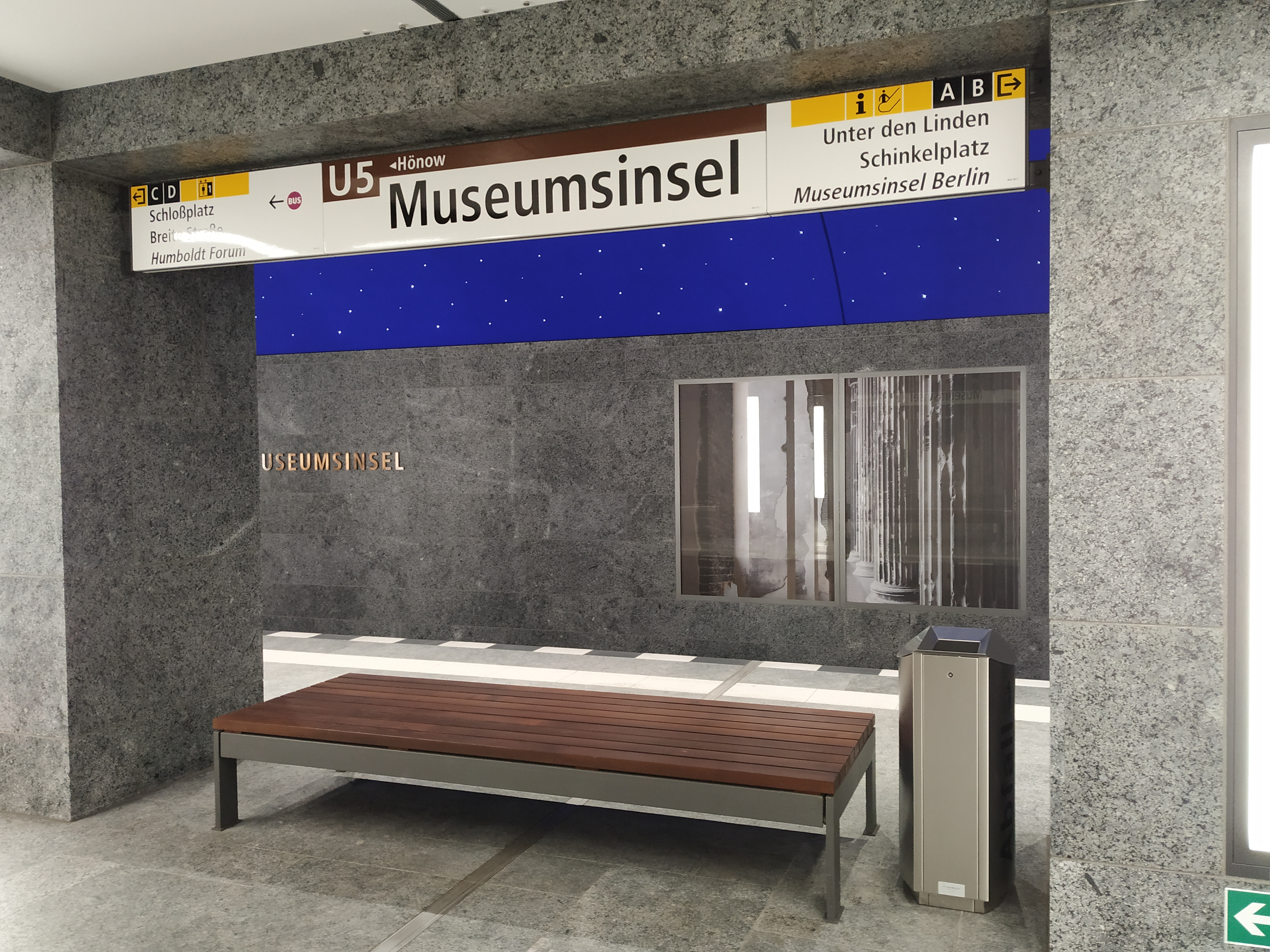

### Intermodalité
La station est en correspondance avec les lignes d'autobus no 100 et 300 de la BVG.

## À proximité
- Arsenal de Berlin
- Château de Berlin